# Agatangel (Stankowski)
Agatangel, imię świeckie Atanas Stankowski (ur. 11 marca 1955 w Skopju) – duchowny Macedońskiego Kościoła Prawosławnego, od 2006 metropolita powardarski. Święcenia diakonatu przyjął 7 stycznia 1979, a prezbiteratu dwa dni później.
Chirotonię biskupią otrzymał 12 lipca 1998. 2000 - 2006 pełnił urząd metropolity bregalnickiego.